# Roger Odell
Roger Odell is een Britse drummer. 
Odell begon te drummen op de middelbare school toen hij 14 was en speelde in allerlei bandjes. De muziekstijl was meestal jazz. In die hoedanigheid ontmoette en speelde hij later Alan Gowen van  Gilgamesh en John Hosey. Uiteraard mocht destijds het spelen in een bigband niet ontbreken. In diezelfde tijd raakte hij onder de invloed van jazzrockband Delivery van Phil Miller en Steve Miller. Opnieuw veel optreden was het motto. Hij belandde van Harlow in Cambridge. Aldaar probeerde basgitarist Ed Lee een band uit de grond te stampen dat folkachtige jazz of jazzy folk zou gaan spelen. Roger Odell, toen al getrouwd met jazzzangeres Larraine Odell reageerde en de band zou in de jaren zeventig als CMU door het leven gaan.
CMU was echter geen lang leven beschoren. Na een eerste muziekalbum, Open spaces voor Transatlantic Records, viel de groep uit elkaar, doch Roger Odell zette een nieuwe versie neer. Belangrijkste man daarin was Richard Joseph, later componist van muziek voor computerspelletjes. Na een tweede album onder CMU, Space cabaret, hield de band het voor gezien. Larraine betrad het jazzcircuit opnieuw en Roger ging als studiomuzikant verder en trad toe tot de band Northern Lights (niet te verwarren met de fanclub van Renaissance). 
In Northern Lights zong Tina Charles (later bekend van Ring my bell) en een wat vreemde bassist: Trevor Horn. Andere musici waren Jill Saward, Nigel Wright en opnieuw een bassist Steve Underwood. Northern Lights bestond ook niet lang en ging over in Tracks, met nog steeds Horn aangevuld met Bill Sharpe (toetsinstrumenten) en Keith Winter (gitaar). Horn verliet de band om samen met Geoffrey Downes The Buggles te vormen en later toe te treden tot Yes. Ian Hamlett, voorheen ook al in CMU, kwam de gelederen versterken en er kwam een extended play, uitgegeven in eigen beheer. Wright was inmiddels ook producent en deze schakelde zijn oude maatjes in voor opnamen met Les McCutcheon. Samenstelling was toen Bill Sharpe, Keith Winter, Steve Underwood en Roger Odell. Aan die groep werden Jill Saward en Jackie Rawe toegevoegd en de basis was gelegd voor Shakatak, een band die sinds de jaren tachtig optreedt. Hun grote hit werd Down on the street in 1984, waaraan Odell heeft meegeschreven.
Een van de redenen van het uiteenvallen van CMU was Larriane’s en Rogers zoon Jamie Odell. Hij stapte ook de muziekbusiness in als DJ Jimpster en remixer. Dochter Maxine gooide het over een andere boeg; zij zocht het meer in cultuur, communicatie en media. 
Larraine, Roger en Jamie gaven zelf in 1999 nog een album uit onder de naam Beatifik.